# Limonium tremolsii
Limonium tremolsii är en triftväxtart som först beskrevs av Georges Rouy, och fick sitt nu gällande namn av Erben. Limonium tremolsii ingår i släktet rispar, och familjen triftväxter. Inga underarter finns listade i Catalogue of Life.